# Bifrenaria
Die Pflanzengattung Bifrenaria gehört zur Familie der Orchideen (Orchidaceae). Die etwa 21 Pflanzenarten kommen alle in Südamerika vor. Sie gedeihen meist epiphytisch oder an Felsen (lithophytisch). Aufgrund ihrer großen Blüten werden sie gelegentlich kultiviert.

## Beschreibung

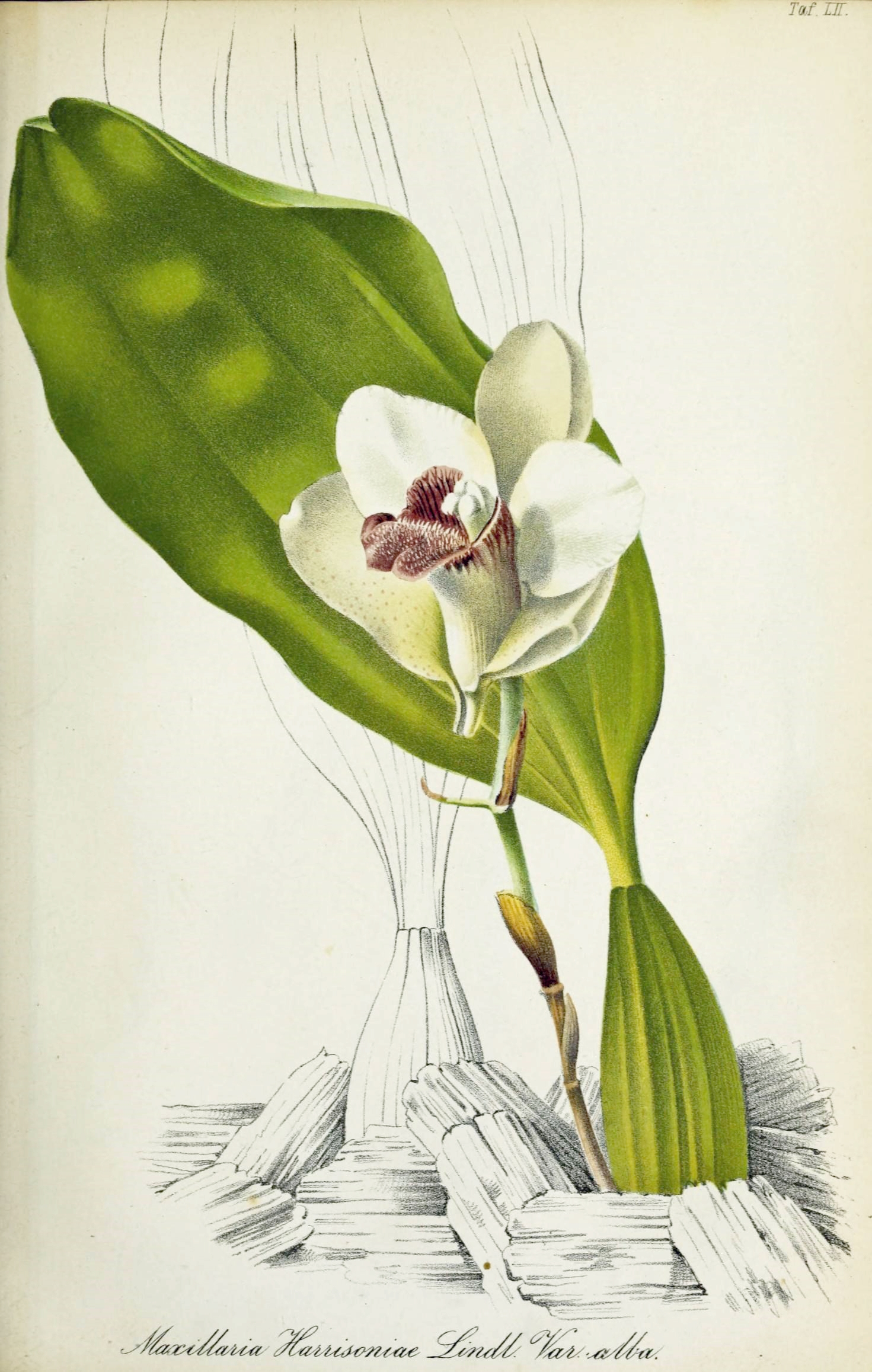
Illustration aus Gartenflora von Bifrenaria harrisoniae

### Vegetative Merkmale
Bifrenaria-Arten sind ausdauernde krautige Pflanzen. Alle Arten dieser Gattung bilden an einem kriechenden Rhizom in kurzem Abstand Pseudobulben. Diese sind im Querschnitt angedeutet viereckig mit mehreren seitlichen Graten; sie bestehen aus einem einzigen Internodium. An der Spitze der Pseudobulben sitzen je ein oder zwei Laubblätter. Die Laubblätter sind länglich-oval, oft mit langer, spitzer Blattspitze, an der Basis keilförmig in einen kurzen Blattstiel auslaufend.

### Generative Merkmale
Der Blütenstand erscheint seitlich aus der Basis der Pseudobulben und wächst aufrecht oder bogig übergeneigt. Er trägt je nach Art nur eine oder mehrere Blüten. Die resupinierten Blüten sind fleischig oder wachsartig und relativ groß. Die zwittrigen Blüten sind zygomorph und dreizählig. Die drei Sepalen sind annähernd gleich geformt, die beiden seitlichen sind miteinander und mit dem Fuß der Säule zu einer sackartigen Vertiefung verwachsen. Die Petalen sind ähnlich wie die drei äußeren Blütenblätter geformt, aber kleiner. Die Lippe ist dreilappig, an der Basis schmal und mit dem Säulenfuß verwachsen. Die zwei Seitenlappen stehen aufrecht, der mittlere Lappen ist oft behaart. Die leicht gebogene Säule ist an der Basis verlängert, dort ist die Lippe angewachsen („Säulen-Fuß“). Das Staubblatt sitzt terminal und ist gegenüber der Säulenachse hinabgebogen. Die zwei oder vier harten, gelben Pollinien sind über zwei separate Stielchen mit einem Haftorgan (Viscidium) verbunden.

## Ökologie
Von einigen Bifrenaria-Arten ist bekannt, dass sie von Prachtbienen (Euglossini) bestäubt werden.

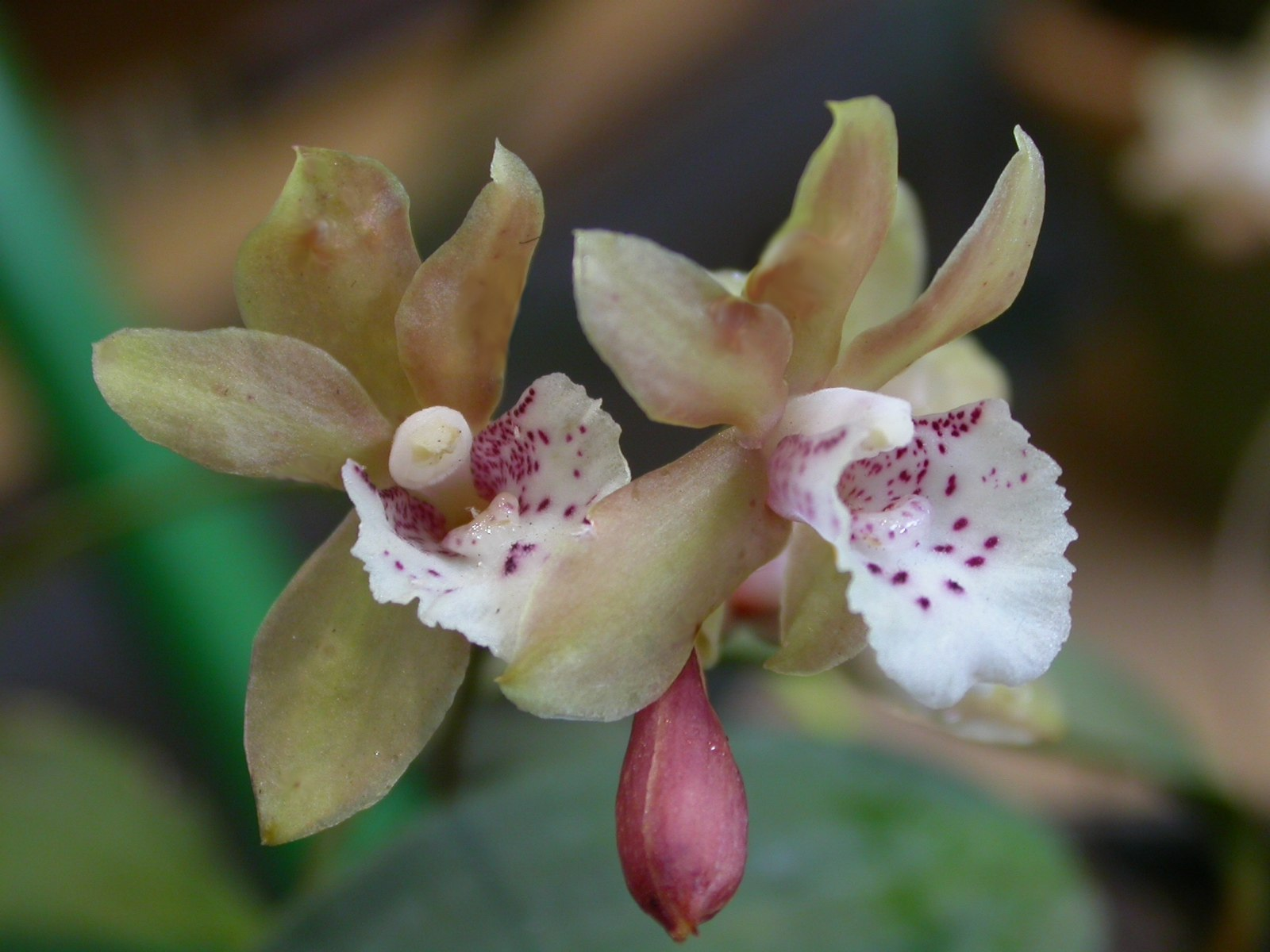
Bifrenaria silvana

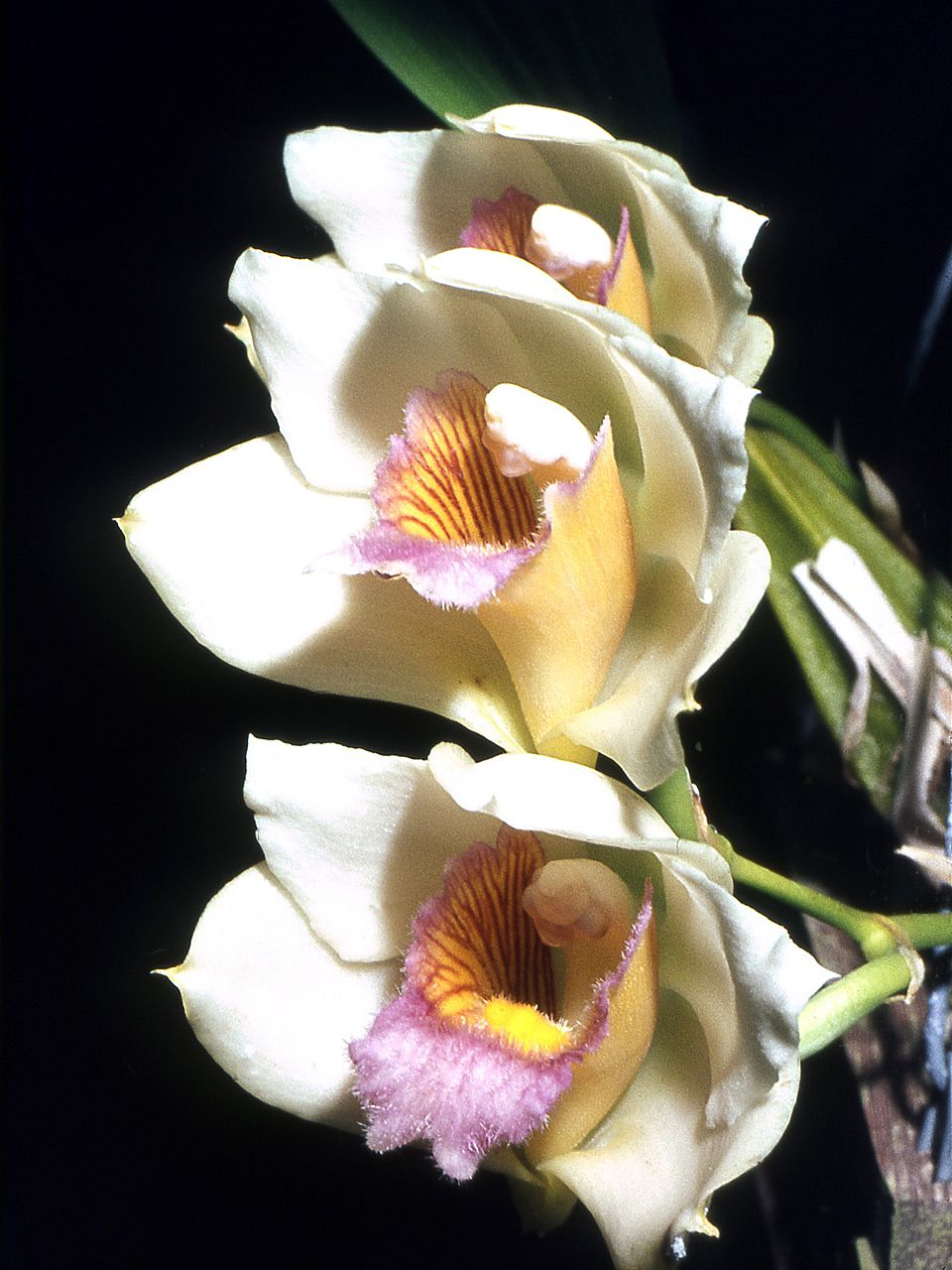
Bifrenaria tyrianthina

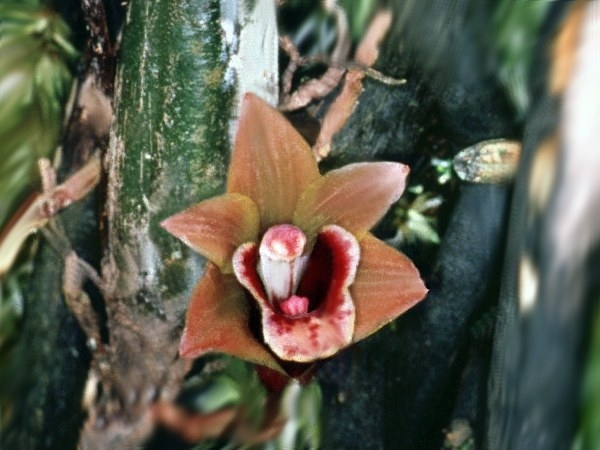
Bifrenaria venezuelana

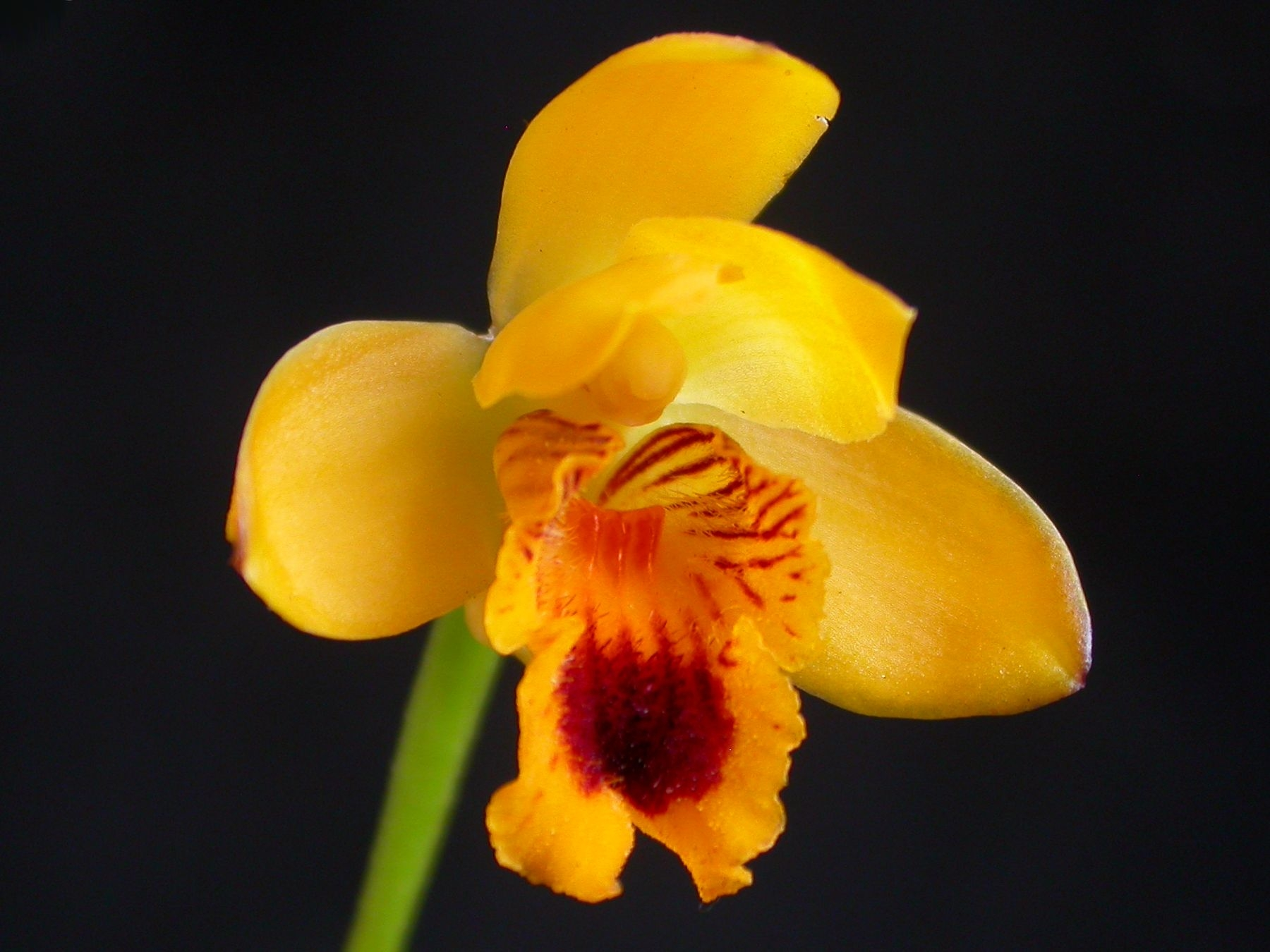
Bifrenaria vitellina

## Standorte
Bifrenaria-Arten wachsen als Epiphyten in feuchten Wäldern in Höhenlagen von 200 bis 700 Metern.

## Taxonomie, Systematik und Verbreitung
Die Gattung Bifrenaria wurde 1832 durch John Lindley in Genera and Species of Orchidaceous Plants Seite 152 erstbeschrieben. Sie gehört zur Subtribus Lycastinae in der Tribus Maxillarieae in der Unterfamilie Epidendroideae innerhalb der Familie der Orchideen (Orchidaceae). Dressler nennt Horvatia, Rudolfiella, Teuschera und eventuell Xylobium als nahe verwandte Gattungen, die eine Gruppe bilden, die auch als Subtribus Bifrenariinae bezeichnet werden kann. Die Arten der Gattung Rudolfiella werden gelegentlich auch zur Gattung Bifrenaria gerechnet.
Die Arten der Gattung Bifrenaria kommen im nördlichen Südamerika vom Golf von Mexiko im Norden bis nach Brasilien, Peru und Bolivien im Süden vor. Brasilien zählt die meisten Arten.
Es gibt etwa 21 Arten in der Gattung Bifrenaria:
- Bifrenaria atropurpurea Lindl.: Sie kommt im südöstlichen Brasilien vor.[1]
- Bifrenaria aureofulva Lindl.: Sie kommt im östlichen und südlichen Brasilien vor.[1]
- Bifrenaria calcarata Barb.Rodr., östliches Brasilien.[1]
- Bifrenaria charlesworthii Rolfe, südöstliches Brasilien.[1]
- Bifrenaria clavigera Rchb. f., südöstliches Brasilien.[1]
- Bifrenaria grandis (Kraenzl.) Garay, Bolivien.[1]
- Bifrenaria harrisoniae (Hook.) Rchb. f., südöstliches und südliches Brasilien.[1]
- Bifrenaria inodora Lindl., südöstliches und südliches Brasilien.[1]
- Bifrenaria leucorhoda Rchb. f., südöstliches Brasilien.[1]
- Bifrenaria longicornis Lindl., von Trinidad bis Bolivien und Brasilien[1]
- Bifrenaria mellicolor Rchb. f.: Sie kommt in Brasilien vor.[1]
- Bifrenaria racemosa (Hook.) Lindl., südöstliches Brasilien.[1]
- Bifrenaria silvana V.P.Castro: Sie kommt in Brasilien vor.[1]
- Bifrenaria stefanae V.P.Castro, südöstliches Brasilien.[1]
- Bifrenaria steyermarkii (Foldats) Garay & Dunst., Venezuela, Guyana und nördliches Brasilien.[1]
- Bifrenaria tetragona (Lindl.) Schltr., südöstliches und südliches Brasilien.[1]
- Bifrenaria tyrianthina (Lodd. ex Loudon) Rchb. f., östliches Brasilien.[1]
- Bifrenaria venezuelana C.Schweinf., nordwestliches und südliches Venezuela und westliches Brasilien.[1]
- Bifrenaria verboonenii G.A.Romero & V.P.Castro: Sie kommt in Brasilien vor.[1]
- Bifrenaria vitellina (Lindl.) Lindl., südöstliches Brasilien.[1]
- Bifrenaria wittigii (Rchb. f.) Hoehne: Sie kommt in Brasilien vor.[1]

## Kultur
Aufgrund der großen, farbigen Blüten sind die Pflanzen in Kultur zu finden. Sie werden bei Temperaturen von 15 bis 20 °C und relativ hell gehalten. Es gibt einige gezüchtete Sorten sowie Hybriden mit Lycaste-Arten.